# 斯文·博特曼
斯文·博特曼（荷蘭語：Sven Botman；2000年1月12日—），是一名荷兰足球运动员，场上司职后卫，現效力于英超球队紐卡素，并代表荷兰国青队参加国际比赛。

## 俱乐部生涯

### 阿贾克斯
2018年6月23日，在阿贾克斯7-0血洗圣巴沃的友谊赛中，博特曼首发出场，完成了一线队首秀。2018年8月17日，在阿贾克斯青年队客场1-2惜败洛达的比赛中，博特曼首发出战，完成了荷乙首秀。

### 里尔
2020年7月31日，博特曼与法甲球队里尔签约，合同为期5年。据媒体报道，这笔交易的费用约为800至900万欧元。

### 紐卡素
2022年6月28日，博特曼以3,500萬歐元轉會費轉投英超球會紐卡素，並簽訂一份為期五年的合同。

## 国家队生涯
直到现在，博特曼已经代表过荷兰U-15国少队至荷兰U-20国青队之间的各级国家队参加国际比赛。2020年10月，博特曼首次被荷兰成年国家队征召，但没有获得出场机会。

## 榮譽

### 球會
里爾
- 法国足球甲级联赛冠軍：2020–21賽季[7]